# Isophorone diamine
L'isophorone diamine (généralement abrégée en IPDA) est une diamine de formule (CH3)3C6H7(NH2)(CH2NH2). Elle se présente sous la forme d'un liquide incolore. Elle est utilisée comme précurseur de polymères et de revêtements.

## Production
L'IPDA est généralement produite sous la forme d'un mélange des isomères cis et trans (racémique). Elle est produite par hydrocyanation de l'isophorone suivie d'une amination réductrice et d'une hydrogénation du nitrile.

## Utilisations
L'IPDA est utilisée comme précurseur dans la fabrication du diisocyanate d'isophorone par phosgénation.
Comme les autres diamines ou amines en général, c'est un durcisseur pour les résines époxyde. Son coût plus élevé par rapport aux autres amines est justifié par la stabilité accrue aux UV et donc une tendance au jaunissement plus faible. Dans la production de matériaux composites, son coût plus élevé par rapport aux autres amines est moins critique car la performance est le paramètre déterminant,. Les amines cycloaliphatiques telles que l'IPDA sont également connues pour avoir une tendance au jaunissement plus faible que les autres amines et sont donc utilisées dans les applications de revêtements où cette caractéristique est importante pour l'esthétique. Bien que ce ne soit pas la seule amine cycloaliphatique utilisée dans les revêtements de sol en époxyde, elle est la plus utilisée en volume. Les autres amines cycloaliphatiques utilisées dans les revêtements de sol comprennent le 1,3-BAC, le MXDA, le PACM et le DCH-99.
Des chercheurs de l'université métropolitaine de Tokyo ont découvert qu'elle pourrait être utilisée pour capturer le dioxyde de carbone de l'air.